# Anisocentropus illustris
Anisocentropus illustris är en nattsländeart som beskrevs av Mclachlan 1863. Anisocentropus illustris ingår i släktet Anisocentropus och familjen Calamoceratidae. Inga underarter finns listade i Catalogue of Life.